# Волиця (Камінь-Каширський район)
Воли́ця — село в Україні, у Камінь-Каширській громаді Камінь-Каширського району Волинської області. Населення становить 957 осіб,

## Географія
Село розташоване на правому березі річки Коростянки.

## Населення
Згідно з переписом УРСР 1989 року чисельність наявного населення села становила 877 осіб, з яких 416 чоловіків та 461 жінка.
За переписом населення України 2001 року в селі мешкали 952 особи.

### Мова
Розподіл населення за рідною мовою за даними перепису 2001 року:
| Мова       | Відсоток |
| ---------- | -------- |
| українська | 99,58 %  |
| інші       | 0,42 %   |